# Прапор Великого союзу
«Прапор Великого Союзу» (також відомий як «Континентальні кольори», « Прапор Конгресу», «Прапор Кембриджа» та «Перший морський прапор») вважається першим національним прапором Сполучених Штатів Америки.
Як і нинішній прапор США, прапор Великого Союзу має 13 червоних і білих смуг, що є символомТринадцяти колоній. У верхньому внутрішньому кутку, або крижі, був зображений прапор Королівства Великої Британії, якій були підпорядковані 13 колоній.

## Історія

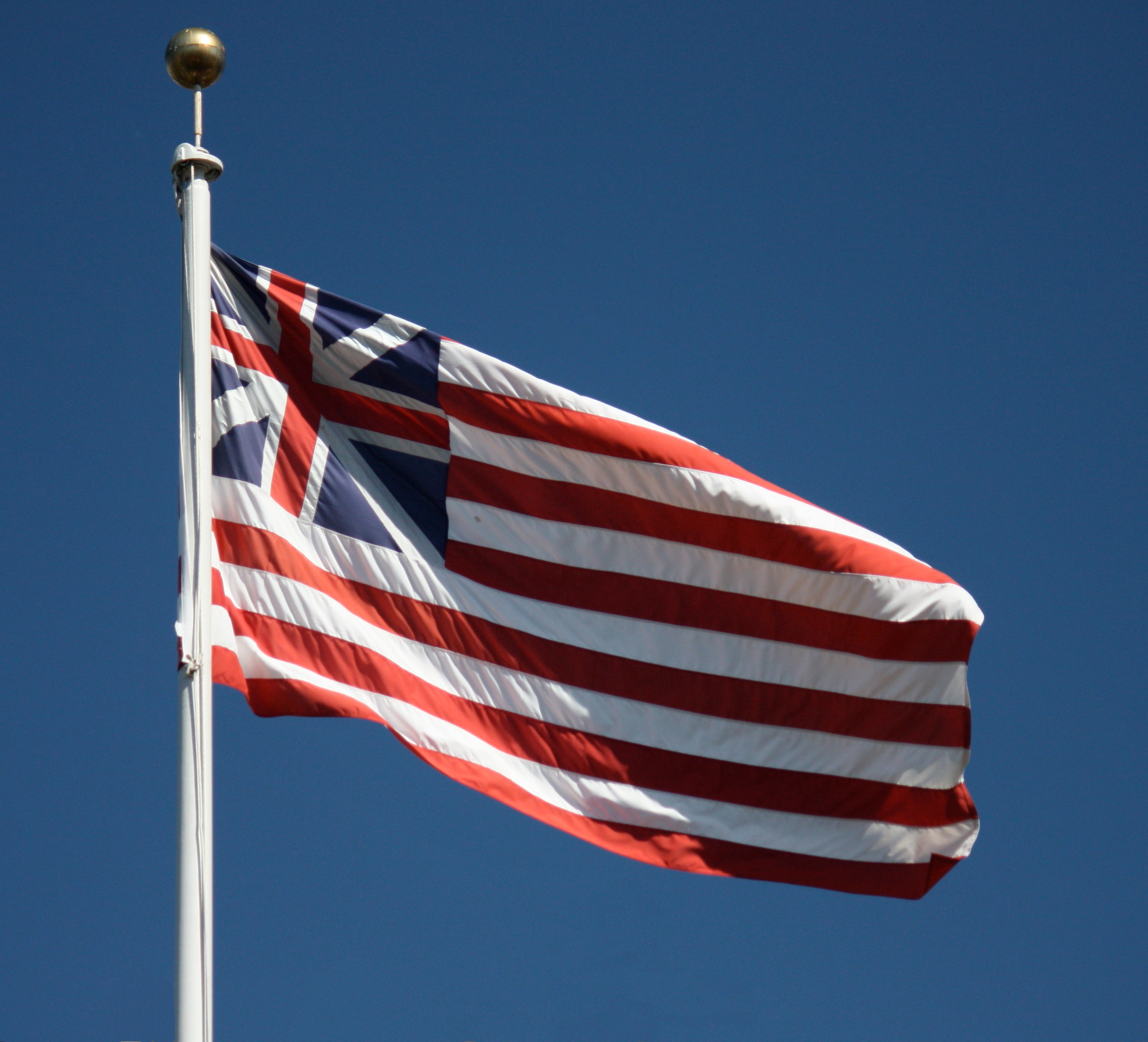
Копія прапора, що майорить біля мерії Сан-Франциско, Сан-Франциско, Каліфорнія

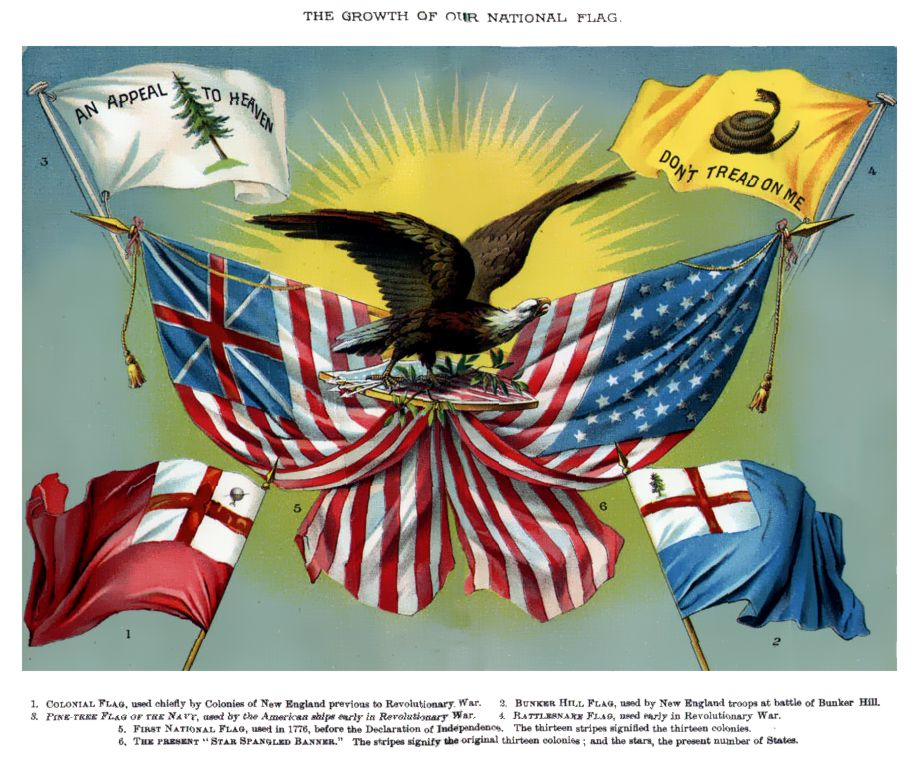
«Перший національний прапор», шкільний текст: «Коротка історія Сполучених Штатів», 1880

Дизайн прапора частково був заснований на червоному прапорі, що використовувався в Британській Америці та Тринадцяти колоніях.

Наприкінці 1775 року, під час першого року Війни за незалежність США, Другий Континентальний конгрес діяв як військовий уряд де-факто, дозволяючи створити Континентальну армію, Континентальний флот і навіть невеликий контингент морської піхоти. Потрібен був новий прапор для представлення Конгресу та Об’єднаних колоній із прапором, відмінним від британського червоного прапора, що відрізнявся б від цивільних і торгових суден, білого прапора британського королівського флоту та прапора Великої Британії. Штати, що об'єдналися, мали власні незалежні прапори: Массачусетс використовував прапор Тонтона, а Нью-Йорк — прапор Джорджа Рекса, до прийняття об’єднаних кольорів.
Американці вперше підняли «Кольори» на колоніальному військовомуй кораблі Альфред у гавані на західному березі річки Делавер у Філадельфії, штат Пенсільванія, 3 грудня 1775 року новопризначеним лейтенантом Джоном Полом Джонсом із сформованого Континентального флоту. Ця подія була задокументована в листах до Конгресу та в свідченнях очевидців. Прапор використовувався силами Континентальної армії як морський прапор і прапор гарнізону протягом 1776 і початку 1777 років.
Достеменно невідомо, коли і ким був створений дизайн прапора, але прапор можна було легко виготовити, пришивши білі смуги на британські червоного прапора. Виготовлення прапора для Альфреда приписують Маргарет Менні.
Вважалося, що на суші був прапор впереш був піднятий армією Джорджа Вашингтона на Новий рік 1776 року на Проспект-Хіллі в Чарлстауні (нині частина Сомервілля), поблизу його штаб-квартири в Кембриджі, штат Массачусетс, (через річку Чарльз на північ з Бостона), який тоді оточував і брав облогу британських військ, які тоді окупували місто, і що прапор був інтерпретований британськими військовими спостерігачами в місті під командуванням генерала Томаса Гейджа як знак капітуляції. Деякі вчені заперечують традиційну думку і приходять до висновку, що прапор, піднятий на Проспект-Хіллі, ймовірно, був прапором Великої Британії хоча подальші дослідження підтверджують протилежне.
Прапор мав кілька назв, принаймні п’ять з яких запам’яталися в народі. Новітнє прізвище, «Прапор Великого союзу», вперше було використане в епоху реконструкції ХІХ-го століття Джорджем Генрі Преблом у його «Історії американського прапора» 1872 року.
Дизайн прапору разюче схожий на прапор Британської Ост-Індської компанії. Справді, деякі проекти компанії, які використовувалися з 1707 року (коли криж був змінений з прапора Англії на прапор Великої Британії), були майже ідентичними, але кількість смуг варіювалася від 9 до 15. Те, що прапори Британської Ост-Індської компанії могли бути відомі американським колоністам, стало основою теорії походження дизайну національного прапора.
Використання прапора Великої Британії в крижі спонукало вексилолога Нік Грума запропонувати теорію про те, що прапор Великого союзу був прийнятий армією Джорджа Вашингтона як протест проти правління британського парламенту, але як визнання постійної лояльності до короля Георга III.
Прапор застарів після прийняття Континентальним конгресом Закону про прапор 1777 року, який дозволив створити новий офіційний національний прапор, схожий на колір попереднього прапора, із тринадцятьма зірками (що символізують тринадцять штатів) на синьому полі замість прапора Великої Британії в крижі. У резолюції описується лише «нове сузір’я» для розташування білих зірок у блакитному кантоні, тому згодом було проінтерпретовано і створено ряд проектів із колом рівних зірок, іншим колом з однією зіркою в центрі та різними малюнками. рівні або поперемінні горизонтальні ряди зірок, навіть «прапор Беннінгтона» з Беннінгтона, штат Вермонт, який мав номер «76», увінчаний аркою з 13 зірок, пізніше також став відомим у 1976 році як «Прапор двохсот років».
Об'єднані хрести на прапорі Великої Британії символізували союз Англійського і Шотландського королівств. Символіка союзу рівних частин була збережена в новому прапорі США, як описано в Резолюції про прапор від 14 червня 1777 року (пізніше відзначається в культурі та історії США як «День прапора»).

## У художній літературі

Версії прапора Великого Союзу в альтернативних історичних романах можуть бути змінені так, щоб Юніон Джек у кантоні також представляв Ірландію.

У деяких альтернативних історичних вигадках, які відбуваються в реальності, де Війну за незалежність Америки було відвернуто або виграла Велика Британія, прапор Великого союзу зображувався як прапор північноамериканської нації в Британській імперії. 
У «За бажанням цвяха» Роберта Собела він служить прапором Конфедерації Північної Америки, самоврядного домініону, створеного в 1843 році за допомогою другого з двох британських дизайнів після перемоги Джона Бургойна в битві під Саратогою в жовтні 1777, в результаті чого прихильники примирення отримали контроль над Континентальним конгресом у 1778 році.
У «Два Георгія » Гаррі Тертлдова і Річарда Дрейфуса він служить прапором Північноамериканського союзу і зазвичай його називають «Джек і смуга». Модифікована версія прапора, що використовується сепаратистською Партією незалежності та нативістською терористичною організацією «Сини Свободи», замінює Юніон Джека на білоголового орла на синьому полі.
В епізоді Sliders Принца Вельзького, дія якого відбувається в реальності, де Американська революція була успішно придушена, він служить прапором Британських Штатів Америки, обкладеного податками та диктаторським куточком Британської імперії.

## Зовнішні посилання уквап
- Grand Union Flag на сайті «Flags of the World»